# Kristallmechanik
Kristallmechanik beschreibt die Gesetzmäßigkeiten der Verformung von kristallinen Festkörpern unter dem Einfluss mechanischer Spannung. Diese Verformung kann elastisch oder elasto-plastisch erfolgen.

## Gegenstand
Kristalline Festkörper, also beispielsweise Metalle, verformen sich plastisch auf bestimmten Gleitsystemen, die sich aus je einer Gleitebene und einer Gleitrichtung zusammensetzen. Daraus ergibt sich die Möglichkeit zur mathematischen Beschreibung der Verformung eines Kristalls. Art und Anzahl der zur Verfügung stehenden Gleitsysteme sind dabei an den atomaren Aufbau des Kristalls gebunden; beispielsweise besitzen kubisch flächenzentrierte Metalle zwölf Gleitsysteme.
Darüber hinaus ist die Verformung von Kristallen auch durch Zwillingsbildung möglich.
Die kristallographische Textur eines umgeformten Werkstoffes ergibt sich aus der Mechanik des Kristallitverbundes.
Die physikalisch korrekte Beschreibung des Deformationsverhaltens von Kristalliten und die Simulation des Zusammenspiels von Kristallitverbunden (engl. Crystal Plasticity Simulation) ist Gegenstand aktueller Forschung.
Das Verständnis und die Vorhersage des Deformationsverhaltens von Polykristallen ist von großer Bedeutung für die Entwicklung metallischer Werkstoffe.